# Doris Day
Doris Mary Ann Kappelhoff, conocida como Doris Day (Cincinnati, Ohio, 3 de abril de 1922-San Diego, California, 13 de mayo de 2019), fue una actriz y cantante estadounidense de pop tradicional y jazz. 
Nacida en una familia de clase media, sus inicios profesionales sucedieron en la radio. Fue una de las cantantes surgidas en la década de 1940 que, junto con Dinah Shore, Billie Holiday, Patti Page y Sarah Vaughan, creó la modalidad vocal femenina en la música pop tradicional. Sin embargo, se consagró principalmente en el cine, donde incursionó desde su juventud, cuando fue convocada para rodar la película Romance on the High Seas (1948).
Desde mediados de los años cincuenta, sus papeles fueron cada vez más importantes y fue reconocida por sus condiciones actorales para la comedia. Entre las producciones donde actuó destacan The Tunnel of Love, Pillow Talk, Midnight Lace, Billy Rose's Jumbo y Move Over, Darling, por las cuales recibió una gran cantidad de premios y distinciones. Fue dirigida por directores como Michael Gordon, Michael Curtiz, Alfred Hitchcock y David Butler, y compartió escena junto con algunos de los actores más importantes de aquellos tiempos en Hollywood como Jack Carson, Frank Sinatra, James Stewart, Clark Gable y Rock Hudson, hasta su retiro del cine en 1968. 
El resto de su carrera estuvo ligado a la música y al medio televisivo. Llegó a protagonizar una exitosa serie de televisión, The Doris Day Show, que se transmitió en CBS desde 1968 hasta 1973, durante cinco temporadas. A partir de la década de 1970, se abocó al activismo en defensa de los animales. Con el paso de los años, su trabajo disminuyó pero aun así editó dos discos, The Love Album (1994) y My Heart (2011).

## Biografía
Nació como Doris Mary Anne Kappelhoff el 3 de abril de 1922 en Cincinnati, Ohio, hija de Alma Sophia (de soltera Welz; 1895-1976) y William Joseph Kappelhoff (1892-1967), de padres germano-americanos, y recibió el nombre Doris Doris por la actriz del cine mudo Doris Kenyon. Su madre era ama de casa y su padre profesor de música y director de coro. Su abuelo paterno, Franz Joseph Wilhelm Kappelhoff, emigró a Estados Unidos en 1875 y se estableció en la numerosa comunidad alemana de Cincinnati. Durante la mayor parte de su vida, Day declaró que había nacido en 1924, pero con motivo de su 95 cumpleaños, Associated Press encontró su partida de nacimiento, que indicaba una fecha de 1922.
Day tenía dos hermanos mayores: Richard (1917-1919), que murió antes de que ella naciera, y Paul (1919-1957). La infidelidad de su padre provocó la separación de sus padres en 1932, cuando ella tenía 10 años. Desde muy joven se interesó por la danza y, a mediados de los años 30, formó un dúo de baile con Jerry Doherty que participaba en competiciones nacionales. El 13 de octubre de 1937, mientras Day viajaba con unos amigos, su coche chocó con un tren de mercancías y ella se rompió la pierna derecha, lo que truncó sus perspectivas como bailarina profesional.
Mientras se recuperaba de su accidente de coche, Day cantaba con la radio y descubrió su talento como cantante. Alma, la madre de Day, consiguió que Doris recibiera clases de canto de Grace Raine. Después de tres clases, Raine le dijo a Alma que Day tenía «un potencial tremendo» y le dio tres clases semanales por el precio de una. Años más tarde, Day afirmó que Raine había influido más que nadie en su estilo de canto y en su carrera.

## Trayectoria
Durante los ocho meses que estuvo recibiendo clases de canto, Day consiguió sus primeros trabajos profesionales como vocalista en el programa de radio Carlin's Carnival de la WLW y en un restaurante local, Charlie Yee's Shanghai Inn. Durante sus actuaciones radiofónicas, llamó la atención de Barney Rapp, que buscaba una vocalista femenina y le pidió que hiciera una audición para el puesto. Según Rapp, había hecho una audición a otras 200 cantantes.
En 1939, fue el propio Barney Rapp quien le sugirió que cambiase su nombre por el de Doris Day, por la canción «Day after Day», que era parte de su repertorio. Después de trabajar con Rapp, Day trabajó con los directores de orquesta Jimmy James, Bob Crosby y Les Brown. En 1941, Day apareció como cantante en tres Soundies con la banda de Les Brown.
Junto con Les Brown lanzó más de una decena de sencillos, entre ellos «Sentimental Journey» y «My Dreams Are Getting Better All the Time», canciones que alcanzaron el primer puesto de la lista de popularidad estadounidense Billboard Hot 100.

### Cine
A finales de los años 1940, Day comenzó a participar en audiciones para películas. En 1948 debutó en el cine en la película musical Romance on the High Seas, donde interpretó a Georgia Garrett; para conseguir dicho trabajo compitió con un total de 100 actrices que también querían ese papel. Allí fue dirigida por Michael Curtiz y compartió escena con Jack Carson y Janis Paige.
Para la compañía Warner Brothers, la artista rodó otros musicales, entre ellos Starlift, By the Light of the Silvery Moon y Tea for Two. En 1953 interpretó Calamity Jane, cuyo título en España fue Doris Day en el Oeste; la película ganó el Óscar a la mejor canción original por Secret Love.

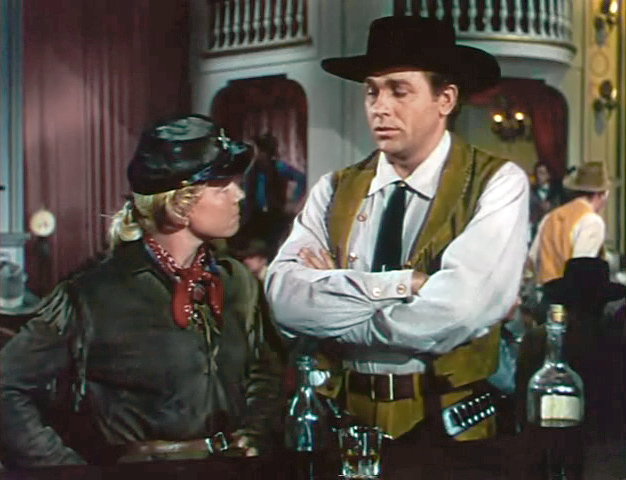
Doris Day junto a Howard Keel en una escena de la película Calamity Jane, de 1953.

En 1955, recibió algunas de las mejores críticas de su carrera artística por la interpretación de la cantante Ruth Etting en Quiéreme o déjame, junto con James Cagney. Además de Cagney, Day ha compartido cartel con algunas de estrellas masculinas más importantes de Hollywood, como James Stewart, Cary Grant, David Niven o Clark Gable.
En la película de 1956 de Alfred Hitchcock El hombre que sabía demasiado, cantaba la canción Que Sera, Sera (Whatever Will Be, Will Be), que ganó el Oscar. Según cuenta Jay Livingston (autor de la canción junto con Ray Evans), Day prefería otra canción de la película, We'll Love Again, e intentó no grabar la canción Que Sera, Sera. Cuando los estudios la obligaron a grabarla, cedió, pero después de grabar la escena comentó a un amigo de Livingston «Es la última vez que oirás esta canción». Que Sera, Sera se convirtió en la canción identificativa de Day, usada en su película No os comáis las margaritas y en la canción de cabecera de su programa de televisión. La canción fue versionada por Sly & the Family Stone en 1973.
La actriz protagonizó junto con Richard Widmark el largometraje dirigido por Gene Kelly, The Tunnel of Love (Mi marido se divierte), de 1958. La película le supuso su primera nominación al Globo de Oro como mejor actriz en comedia o musical. Posteriormente, actuó junto con Rock Hudson en la comedia romántica Pillow Talk (Confidencias a medianoche, 1959), bajo la dirección de Michael Gordon, también con gran éxito de crítica y taquilla. El papel le trajo su primera y única nominación al premio Óscar en la categoría de mejor actriz y una nueva candidatura al Globo de Oro como mejor actriz en comedia o musical. Day y Hudson hicieron otras dos películas juntos (Pijama para dos y No me mandes flores). Trabajó junto con Cary Grant en Suave como el visón en 1962 y junto con James Garner hizo otras dos películas, empezando con la cinta de 1963 Su pequeña aventura.
A pesar del paso del tiempo y del cambio de gustos del público, Day se quedó estancada en el mismo tipo de películas. La crítica y el público comenzaron a cansarse de las películas que interpretaba. Siguiendo los consejos de su tercer marido, Marty Melcher, interpretó Capricho (Caprice (1967)) junto con Richard Harris, y que según la propia actriz es una de sus peores interpretaciones. También asesorada por su marido, Day rechazó el papel de Mrs. Robinson en El graduado (papel que fue a parar a manos de Anne Bancroft).

### Carrera posterior
A la muerte de Melcher, Doris descubrió que este había despilfarrado toda la fortuna de la actriz, dejándola en la quiebra. Doris demandó a Jerry Rosenthal, socio de su marido, por posible estafa, ganó la demanda y le hizo pagar la cantidad de 20 millones de dólares.
Además, se enteró de que su difunto marido había firmado un contrato para que la actriz realizara una serie de televisión. Entre 1968 y 1973, protagonizó su propia comedia, The Doris Day Show, que tenía como canción de cabecera el tema Que Sera, Sera. Desde que terminó la serie, se mantuvo prácticamente retirada del mundo del espectáculo.
Una memorable actuación fue la que hizo al lado de Kirk Douglas en Young Man with a Horn, en la cual aparece como villana Lauren Bacall y en la que Harry James interpreta la trompeta que simulaba tocar Kirk. El filme no tuvo mucho éxito comercial pero es memorable por las interpretaciones de James y las actuaciones de Doris y Kirk.
Desde que Doris Day's Best Friends llegó a su fin, Day se retiró del mundo del espectáculo. A partir de entonces, se dedicó a la promoción de los derechos de los animales. Creó la Liga Animal Doris Day (The Doris Day Animal League) para la protección de los animales en peligro, donde fue una de las más influyentes activistas de ese movimiento.
Posteriormente recibió variados reconocimientos por su larga trayectoria. En 1989, por ejemplo, se le otorgó el premio Cecil B. DeMille y en 1991 el premio American Comedy por su contribución a la comedia cinematográfica. 
En 2011, graba un álbum llamado My Heart, con ochenta y nueve años. 
Murió el 13 de mayo de 2019 a causa de una neumonía grave, a los 97 años de edad.

## Matrimonios y maternidad
Doris Day estuvo casada cuatro veces:
- Con Al Jorden, músico al que conoció en la banda de Barney Rapp, desde marzo de 1941 hasta 1943. Day tenía por entonces 16 años, y su único hijo, Terry, nació de este matrimonio. El músico se suicidó después del divorcio.
- Con George Weidler, saxofonista, estuvo casada entre marzo de 1946 y mayo de 1949. Weidler fue el que hizo que Day se convirtiera a la ciencia cristiana.
- Con Marty Melcher se casó el día de su vigésimo noveno cumpleaños, en 1951. Este matrimonio duró bastante más que sus dos anteriores. Melcher adoptó a Terry (quien se convirtió en Terry Melcher) y produjo muchas de las películas de la actriz. El matrimonio terminó en abril de 1968 con la muerte de Melcher.
- Con Barry Comden estuvo casada desde abril de 1976 hasta 1981. Comden fue el único de sus maridos que no estuvo relacionado con el mundo del espectáculo.

El 19 de noviembre del 2004, su hijo, Terry Melcher, murió debido a complicaciones asociadas a un melanoma. Tenía sesenta y dos años.

## Filmografía
| Año  | Título                                   | Personaje                  |
| ---- | ---------------------------------------- | -------------------------- |
| 1948 | Romance on the High Seas                 | Georgia Garrett            |
| 1949 | My Dream Is Yours                        | Martha Gibson              |
| 1949 | It's a Great Feeling                     | Judy Adams                 |
| 1950 | Young Man with a Horn                    | Jo Jordan                  |
| 1950 | Tea for Two                              | Nanette Carter             |
| 1950 | The West Point Story                     | Jan Wilson                 |
| 1951 | Storm Warning                            | Lucy Rice                  |
| 1951 | Lullaby of Broadway                      | Melinda Howard             |
| 1951 | On Moonlight Bay                         | Marjorie «Marjie» Winfield |
| 1951 | I'll See You in My Dreams                | Grace LeBoy Kahn           |
| 1951 | Starlift                                 | Ella misma                 |
| 1952 | The Winning Team                         | Aimee Alexander            |
| 1952 | April in Paris                           | Ethel «Dynamite» Jackson   |
| 1953 | By the Light of the Silvery Moon         | Marjorie «Marjie» Winfield |
| 1953 | Calamity Jane                            | Calamity Jane              |
| 1954 | Lucky Me                                 | Candy Williams             |
| 1954 | Young at Heart                           | Laurie Tuttle              |
| 1955 | Love Me or Leave Me                      | Ruth Etting                |
| 1956 | The Man Who Knew Too Much                | Josephine «Jo» McKenna     |
| 1956 | Julie                                    | Julie Benton               |
| 1957 | The Pajama Game                          | Katherine «Babe» Williams  |
| 1958 | Teacher's Pet                            | Erica Stone                |
| 1958 | The Tunnel of Love                       | Isolde Poole               |
| 1959 | It Happened to Jane                      | Jane Osgood                |
| 1959 | Pillow Talk                              | Jan Morrow                 |
| 1960 | Please Don't Eat the Daisies             | Kate Robinson Mackay       |
| 1960 | Midnight Lace                            | Kit Preston                |
| 1961 | Lover Come Back                          | Carol Templeton            |
| 1962 | Suave como el visón                      | Cathy Timberlake           |
| 1962 | Billy Rose's Jumbo                       | Kitty Wonder               |
| 1963 | The Thrill of It All                     | Beverly Boyer              |
| 1963 | Move Over, Darling                       | Ellen Wagstaff Arden       |
| 1964 | No me mandes flores                      | Judy Kimball               |
| 1965 | Do Not Disturb                           | Janet Harper               |
| 1966 | The Glass Bottom Boat                    | Jennifer Nelson            |
| 1967 | The Ballad of Josie                      | Josie Minick               |
| 1967 | Caprice                                  | Patricia Foster            |
| 1968 | Where Were You When the Lights Went Out? | Margaret Garrison          |
| 1968 | With Six You Get Eggroll                 | Abby McClure               |

## Discografía

### Álbumes de estudio
- 1949: You're My Thrill
- 1950: Young Man with a Horn
- 1950: Tea for Two
- 1951: Lullaby of Broadway
- 1951: On Moonlight Bay
- 1951: I'll See You in My Dreams
- 1953: By the Light of the Silvery Moon
- 1953: Calamity Jane
- 1954: Young at Heart
- 1955: Love Me or Leave Me
- 1955: Day Dreams
- 1956: Day by Day
- 1957: The Pajama Game
- 1957: Day by Night
- 1958: Hooray for Hollywood
- 1959: Cuttin' Capers
- 1960: What Every Girl Should Know
- 1960: Show Time
- 1961: Bright and Shiny
- 1961: I Have Dreamed
- 1962: Duet
- 1962: You'll Never Walk Alone
- 1962: Billy Rose's Jumbo
- 1963: Annie Get Your Gun
- 1963: Love Him
- 1964: The Doris Day Christmas Album
- 1964: With a Smile and a Song
- 1965: Latin for Lovers
- 1965: Doris Day's Sentimental Journey
- 1994: The Love Album
- 2011: My Heart

## Premios y nominaciones

### Premios Óscar
| Año  | Categoría    | Película    | Resultado |
| ---- | ------------ | ----------- | --------- |
| 1960 | Mejor actriz | Pillow Talk | Nominada  |

### Premios Globo de Oro
| Año  | Categoría                                               | Trabajo                               | Resultado |
| ---- | ------------------------------------------------------- | ------------------------------------- | --------- |
| 1955 | Premio Henrietta a la actriz favorita                   | Premio Henrietta a la actriz favorita | Nominada  |
| 1958 | Premio Henrietta a la actriz favorita                   | Premio Henrietta a la actriz favorita | Ganadora  |
| 1959 | Mejor actriz - Comedia o musical                        | El túnel del amor                     | Nominada  |
| 1960 | Mejor actriz - Comedia o musical                        | Pillow Talk                           | Nominada  |
| 1960 | Premio Henrietta a la actriz favorita                   | Premio Henrietta a la actriz favorita | Ganadora  |
| 1961 | Mejor actriz - Drama                                    | Midnight lace                         | Nominada  |
| 1963 | Mejor actriz - Comedia o musical                        | Billy Rose's Jumbo                    | Nominada  |
| 1963 | Premio Henrietta a la actriz favorita                   | Premio Henrietta a la actriz favorita | Ganadora  |
| 1964 | Mejor actriz - Comedia o musical                        | Yo, ella y la otra                    | Nominada  |
| 1966 | Premio Henrietta a la actriz favorita                   | Premio Henrietta a la actriz favorita | Nominada  |
| 1969 | Mejor actriz de serie de televisión - Comedia o musical | The Doris Day Show                    | Nominada  |
| 1989 | Premio Cecil B. DeMille                                 | Premio Cecil B. DeMille               | Ganadora  |

### Premios Grammy
| Año  | Categoría                                    | Trabajo                       | Resultado |
| ---- | -------------------------------------------- | ----------------------------- | --------- |
| 1958 | Mejor interpretación vocal femenina          | Everybody loves a lover       | Nominada  |
| 1960 | Mejor interpretación femenina en un sencillo | Sound of music                | Nominada  |
| 2008 | Premio a la carrera artística                | Premio a la carrera artística | Ganadora  |

### Premios Grammy: Hall of Fame
| Año  | Canción                                      | Sello discográfico | Resultado |
| ---- | -------------------------------------------- | ------------------ | --------- |
| 1998 | "Sentimental journey"                        | Columbia (1945)    | Ganadora  |
| 1999 | "Secret Love"                                | Columbia (1953)    | Ganadora  |
| 2012 | "Que Sera, Sera (Whatever Will Be, Will Be)" | Columbia (1956)    | Ganadora  |